# Karel Janssens
Carolus Jacobus Josephus (Karel) Janssens (1866 - 1918) was een Belgisch politicus voor de Katholieke Partij.

## Levensloop
Hij was de jongste zoon van Joseph Janssens. In 1900 volgde hij zijn vader op als gemeenteraadslid te Geel, ook trad hij toe tot het schepencollege. Tijdens de Eerste Wereldoorlog was hij dienstdoend burgemeester nadat zittend burgemeester Karel Deconinck op 12 oktober 1914 naar Nederland was gevlucht. Deze functie oefende hij uit tot aan zijn dood. Hij werd in deze hoedanigheid opgevolgd door Frans Rombouts.